# Amphisphaerella dispersella
Amphisphaerella dispersella är en svampart som först beskrevs av William Nylander och fick sitt nu gällande namn av O.E. Erikss. 1966. Enligt Catalogue of Life ingår Amphisphaerella dispersella i släktet Amphisphaerella, ordningen kolkärnsvampar, klassen Sordariomycetes, divisionen sporsäcksvampar och riket svampar, men enligt Dyntaxa är tillhörigheten istället släktet Amphisphaerella, familjen Amphisphaeriaceae, ordningen kolkärnsvampar, klassen Sordariomycetes, divisionen sporsäcksvampar och riket svampar. Arten är reproducerande i Sverige. Inga underarter finns listade i Catalogue of Life.